# ガマ・ボム
ガマ・ボム (Gama Bomb) は、北アイルランド出身のクロスオーバー・スラッシュバンドである。

## 略歴

### 2002-2015
2002年にイギリス・北アイルランドで結成された。バンド名の由来はゲームの武器から取っている。
自主制作でEPを出したり、ハードなスケジュール等で英国各地をツアーした甲斐もあってか、2005年頃にはイギリスで人気を博す。
またこの時に、リーダーのフィリーズバーンはしばしば、シェフの服を着てステージに現れたり、「ニンジャタートルズ」という80年代のテレビ番組の主題曲をスラッシュメタル風にアレンジして演奏するなど、ユーモアな要素も多かった。
2006年前半にヨーロッパのWitches Brewから1stアルバム「Survival of the Fastest」をリリース。その内容の多くは既にライブで頻繁に演奏している曲の音源化や、契約前のEP等の再レコーディングの曲が多数を占めた。
2007年5月に、EP「Zombi Brew EP」をリリース。当初は7か月限定リリースだった。
2007年9月に、Earache Recordsとの契約にサインすると発表した。2008年に2ndアルバム「Citizen Brain」をリリース。
またこの時期から広範囲にヨーロッパをツアーようになり、2009年夏には、バンドはHellfest等の大型フェスにも多数出演し、またツアーの方も2009年前半にエクソダス、オーバーキルと共にヨーロッパツアーに出た。
2009年、3rdアルバム「Tales from the Grave in Space」をリリース。
2013年、シングル「Terrorscope」を発表した後、4th「The Terror Tapes」をリリース。
2015年、5thアルバム「Untouchable Glory」をリリース。収録曲「Ninja Untouchables」のPVに、志穂美悦子の『女必殺拳シリーズ』や、千葉真一の『殺人拳シリーズ』などの、日本の格闘アクション映画の名シーンを使っている。

### 2015-
2019年、11月に「JAPANESE ASSAULT FEST 19」にて初来日公演。

## メンバー
- Philly Byrne: Vocals (2002-現在)
- Domo Dixon: Lead Guitar (2005-現在)
- John Roche: Rhythm Guitar (2012-現在)
- Joe McGuigan: Bass (2002-現在)
- Paul Caffrey: Drums (2005-2020)

## ディスコグラフィー

### アルバム
- Survival of the Fastest (2006)
- Citizen Brain (2008)
- Tales from the Grave in Space (2009)
- The Terror Tapes (2013)
- Untouchable Glory (2015)
- Speed Between the Lines (2018)

### シングル、EP
- The Survival Option (2002)
- The Fatal Mission (2004)
- Zombi Brew (2007)
- Terrorscope (2013)